# Wilkinson Heights
Wilkinson Heights és una concentració de població designada pel cens dels Estats Units a l'estat de Carolina del Sud. Segons el cens del 2000 tenia 3.068 habitants.

## Demografia
Segons el cens del 2000, Wilkinson Heights tenia 3.068 habitants, 1.169 habitatges i 783 famílies. La densitat de població era de 394,9 habitants/km².
Dels 1.169 habitatges en un 28% hi vivien nens de menys de 18 anys, en un 29,3% hi vivien parelles casades, en un 30,8% dones solteres, i en un 33% no eren unitats familiars. En el 26,9% dels habitatges hi vivien persones soles l'11% de les quals corresponia a persones de 65 anys o més que vivien soles. El nombre mitjà de persones vivint en cada habitatge era de 2,62 i el nombre mitjà de persones que vivien en cada família era de 3,21.
Per edats la població es repartia de la següent manera: un 26,7% tenia menys de 18 anys, un 12,5% entre 18 i 24, un 24,6% entre 25 i 44, un 21,4% de 45 a 60 i un 14,8% 65 anys o més.
L'edat mediana era de 36 anys. Per cada 100 dones de 18 o més anys hi havia 78,9 homes.
La renda mediana per habitatge era de 22.065$ i la renda mediana per família de 25.110$. Els homes tenien una renda mediana de 23.705$ mentre que les dones 20.194$. La renda per capita de la població era de 11.360$. Entorn del 24,4% de les famílies i el 28,4% de la població estaven per davall del llindar de pobresa.

## Poblacions més properes
El següent diagrama mostra les poblacions més properes.